# Мюльгаузен-ім-Теле
Мюльгаузен-ім-Теле (нім. Mühlhausen im Täle) — громада в Німеччині, знаходиться в землі Баден-Вюртемберг. Підпорядковується адміністративному округу Штутгарт. Входить до складу району Геппінген.
Площа — 6,33 км2. Населення становить 1118 ос. (станом на 31 грудня 2020).